# ZP Theart
ZP Theart, né le 22 janvier 1975 à  Clanwilliam en Afrique du Sud, était le chanteur du groupe de power metal DragonForce. En 2017 il devient le nouveau chanteur de Skid Row jusqu'en 2022.

## Carrière
Il forma le groupe en 1999 à Londres avec Sam Totman et Herman Li, les deux anciens guitaristes du groupe de black metal Demoniac, après qu'ils eurent vu son annonce dans le magazine Metal Hammer. Ils appelèrent d'abord le groupe Dragonheart puis changèrent en 2003 pour leur nom définitif DragonForce, afin d'éviter toute confusion avec un groupe brésilien homonyme.
On peut compter parmi ses groupes influents Metallica, Iron Maiden, Megadeth, Skid Row, Tesla, Judas Priest, Helloween, Bon Jovi ainsi que des groupes de hard rock des années 1980, de soft rock ou de glam rock. Le 9 mars 2010, on apprenait sur le site officiel du groupe que ZP Theart quittait celui-ci en raison de divergences musicales ainsi que pour remplir d'autres projets. Les autres membres lui souhaitaient de réussir dans ses projets à venir. De nombreuses pétitions pour le retour de ZP dans DragonForce circulèrent, sans succès de le faire revenir.
En 2012 il fonde du groupe I Am I. En 2014 il rejoint les vétérans de la NWOBHM Tank. Après le départ de leur chanteur Tony Harnell, Skid Row fait appel à ZP Theart pour assurer leurs concerts programmés en 2016. En janvier 2017 ils annoncent le recrutement du chanteur comme membre permanent. Cependant, le 23 mars 2022 le reste du groupe annonce son départ sans explication.

## Discographie

### avec DragonForce
- Valley of the Damned (2003)
- Sonic Firestorm (2004)
- Inhuman Rampage (2006)
- Ultra Beatdown (2008)

### avec I Am I
- Event Horizon (2012)

### avec Tank
- Valley of Tears (2015)

## Participations
ZP Theart a participé aux albums "Smite and Ignite" (sorti le 3 juin 2014) et "Grasp of the Undying"  pour le jeu vidéo League of Legends, sous le nom de groupe Pentakill.